# Miss Rondônia 2014
Miss Rondônia 2014 foi a 45ª edição do tradicional concurso de beleza feminino que escolheu a melhor candidata rondoniense para representar seu Estado e sua cultura no Miss Brasil 2014, válido para o Miss Universo. O evento, coordenado pela colunista social mato-grossense Berta Zuleika e o jornalista paranaense Zuza Carneiro, contou com a presença de catorze candidatas (14) de diversos municípios em busca da coroa que pertencia à jiparanaense Jeane Aguiar. A noite final da competição, ocorrida dentro do Porto Velho Shopping, foi gravada e posteriormente transmitida para toda a região através da TV Meridional. Na ocasião, sagrou-se campeã a representante de Porto Velho, Sinaira Machado.

## Resultados

### Colocações
| Posição    | Cidade e Candidata                                            |
| Vencedora  | - Porto Velho - Sinaira Machado                               |
| 2º. Lugar  | - Porto Velho - Bianca Costa                                  |
| 3º. Lugar  | - Porto Velho - Rebeca Souza                                  |
| Finalistas | - Porto Velho - Aline Porto - Porto Velho - Priscilla Moreira |

## Candidatas
Disputaram o título este ano:
| - Guajará-Mirim - Alriene Rodrigues - Jaru - Thaiani Travagin - Ouro Preto - Mônica Souza - Porto Velho - Aleoane Oliveira - Porto Velho - Aline Porto | - Porto Velho - Ana Paula Sampaio - Porto Velho - Bianca Costa - Porto Velho - Dylla Barros - Porto Velho - Luciene Lopes - Porto Velho - Priscilla Moreira | - Porto Velho - Rebeca Souza - Porto Velho - Sinaira Machado - Porto Velho - Sintia Nascimento - Porto Velho - Tatiani Fabi |

## Crossovers
Candidatas em outros concursos:

### Estadual
Miss Rondônia
- 2013: Porto Velho - Dylla Barros (2º. Lugar)
  - (Sem representação específica)
- 2013: Porto Velho - Rebeca Souza (3º. Lugar)
  - (Sem representação específica)

### Nacional
Miss Terra Brasil
- 2011: Porto Velho - Sinaira Machado
  - (Representando o nicho ecológico do Rio Madeira)